# Ospedale di San Niccolò degli Aliotti
L'ex-spedale di San Niccolò degli Aliotti è stata una struttura assistenziale di Firenze.

## Storia
L'istituzione ospitaliera, che faceva da ricovero per i poveri, gli infermi e i pellegrini, era sorta nel 1420 grazie alla donazione testamentaria del maniscalco Totto degli Aliotti detto il Tracanina, per la cura dei Capitani del Bigallo. Venne costruita presso la Porta alla Croce, in una posizione tipica per le strutture assistenziali, lungo il proseguimento interno di un importante asse viario, in questo caso la via Aretina. Nella stessa strada si trovava, ad esempio, anche l'ospedale di Sant'Andrea dei Purgatori. 
Dopo la chiusura della porta alla Giustizia al tempo di Alessandro de' Medici, i patiboli vennero spostati presso i Pratelli fuori di Porta alla Croce (luogo detto poi "piazza delle Forche"), con un nuovo percorso dei condannati che giungevano dal Bargello o dal carcere delle Stinche, attraverso borgo Albizi, via Pietrapiana, piazza Sant’Ambrogio e borgo La Croce. Tale modifica, unita all'abbandono forzato della chiesetta del Tempio da parte della Compagnia dei Battuti Neri, fece sì che questa confraternita, che assisteva i condannati a morte nelle loro ultime ore, avesse una nuova sede che fu proprio l'ospedale degli Aliotti, donato dai Capitani del Bigallo con un atto datato 15 luglio 1531.
La cappella dell'ospedale (oggi non più esistente) divenne la nuova chiesetta al Tempio, riconsacrata nel 1547 da monsignor Giannozzo Pandolfini, vescovo di Troia, che per gratitudine fu ammesso fra i Capitani della confraternita stessa. 
Questa fu la nuova sede della Compagnia fino al 1785, quando fu soppressa da Pietro Leopoldo. Anche l'oratorio fu smantellato e ridotto a civili abitazioni.
Nel 2016 è stata qui posta una lapide a Rossella Casini nella casa in cui visse e dove conobbe il vicino di casa Francesco Frisina, poi rivelatosi 'ndranghetista, per rivalsa contro il quale Rossella venne poi uccisa e fatta sparire nel 1981.
| _________________ QUI VISSE ROSSELLA CASINI VITTIMA DELLA 'NDRANGHETA SCOMPARSA DAL 22 FEBBRAIO 1981 PERCHÉ PER AMORE INFRANSE LA REGOLA CRIMINALE DEL SILENZIO 22 FEBBRAIO 2016 |

## Descrizione
L'ubicazione dell'ospedale doveva essere ai numeri 2-4 di Borgo la Croce, dove ancora oggi si possono vedere gli stemmi del Bigallo, degli Aliotti e degli Innocenti. 
Al suo interno aveva un oratorio con tre altari: quello a destra era degli Acciaiuoli con dedica a san Giovanni Battista e la pala di Ridolfo del Ghirlandaio qui fu trasferita dalla Chiesetta al Tempio; quello di sinistra presentava una pala del Crocifisso con quattro santi di Santi di Tito; l'altare maggiore infine aveva un quadro molto antico della Santissima Annunziata. Davanti all'altare maggiore erano impiombate alla pietra delle campanelle di ferro dove venivano legati i condannati a causa di un episodio in cui Baldo detto Baldone da Pecchio il 29 aprile 1620 aveva tentato la fuga, anche chiedendo aiuto ai confortatori della Compagnia che lo negarono, poi bloccato dagli sbirri fu impiccato e squartato. Dal lato dell'epistola si entrava in un cimitero dove erano sepolti i giustiziati e sotto le logge che circondavano il cimitero si poneva le ossa come era usanza all'epoca.
All'epoca i Neri in processione usavano uno stendardo in cui Santi di Tito aveva dipinto su un lato San Giovanni in predica e sull'altro l'Ingresso di Cristo a Gerusalemme. Questo stendardo era usato per dar suffragio ai morti per giustizia, ma anche nella data del 2 novembre per i morti, del 29 agosto giorno della decollazione del Battista e del 24 agosto, quando la Compagnia usciva in processione dalla Porta alla Croce per raggiungere il pratello della Giustizia cantando l'uffizio dei morti. Dal 1738, al rientro in città dopo ogni funzione, i Neri dovevano scappucciarsi ed essere riconosciuti, questo per ordine del Governo che temeva che dei soldati disertori potessero entrare sotto mentite spoglie.

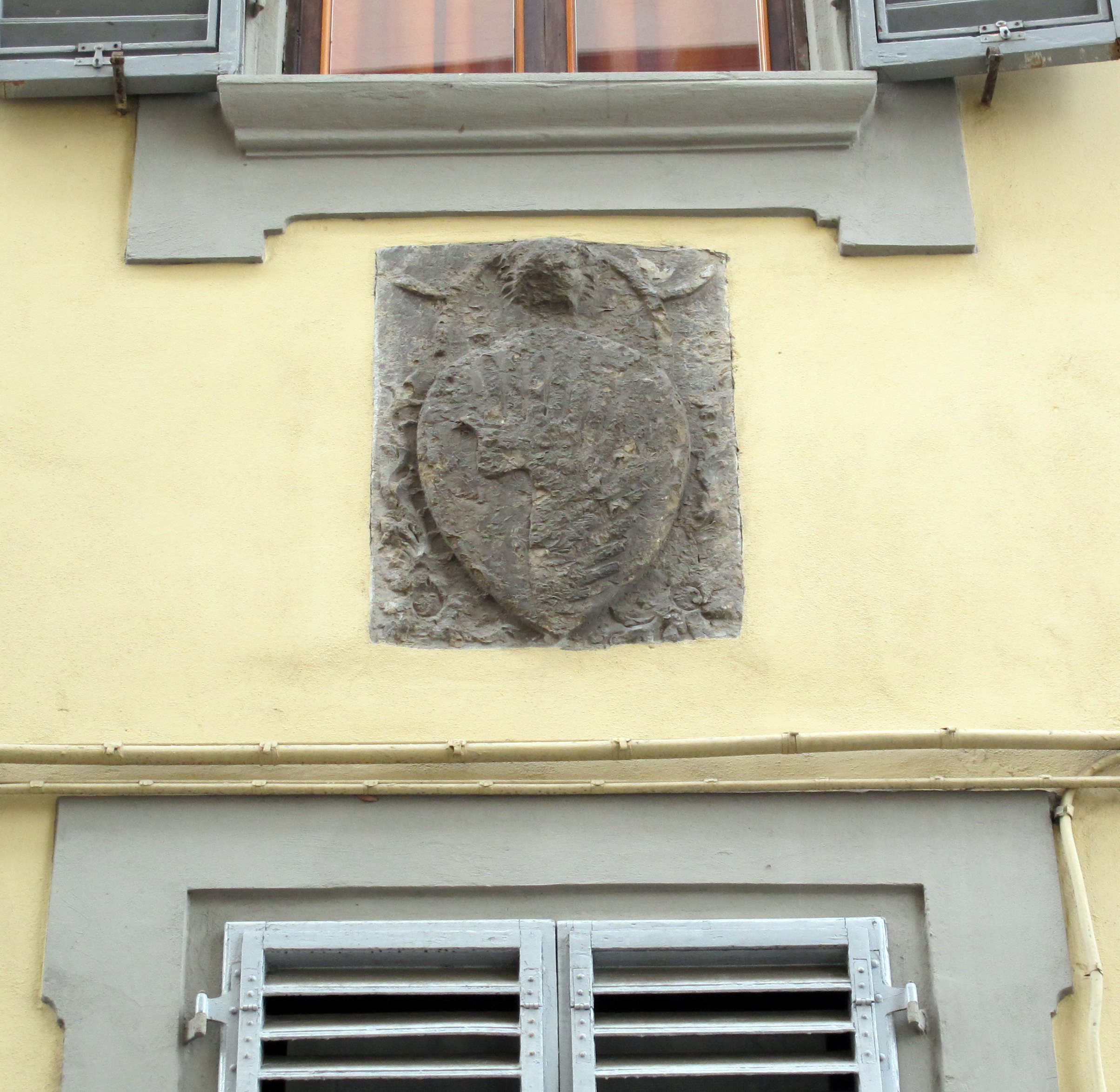
Stemma Aliotti
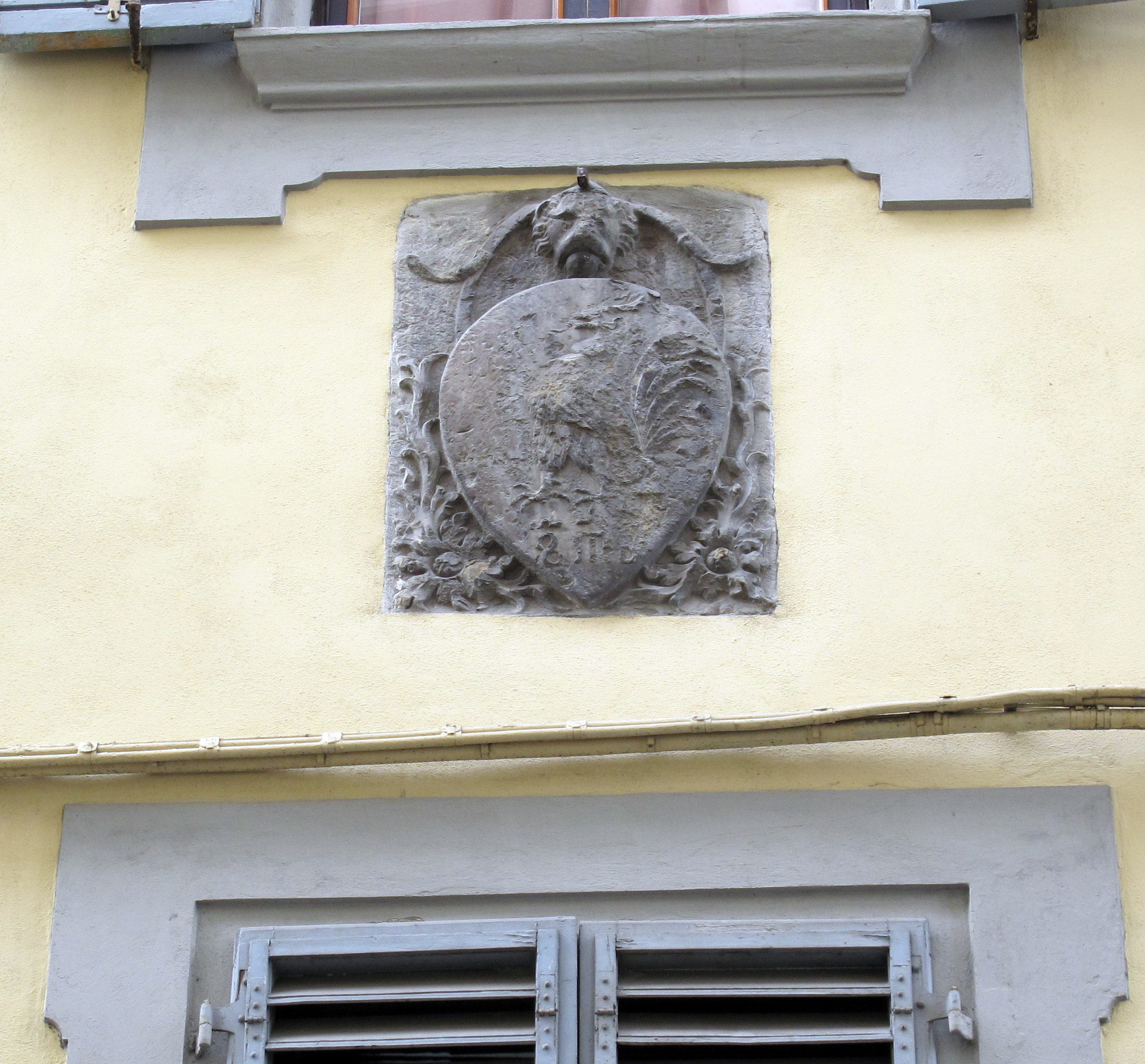
Stemma del Bigallo
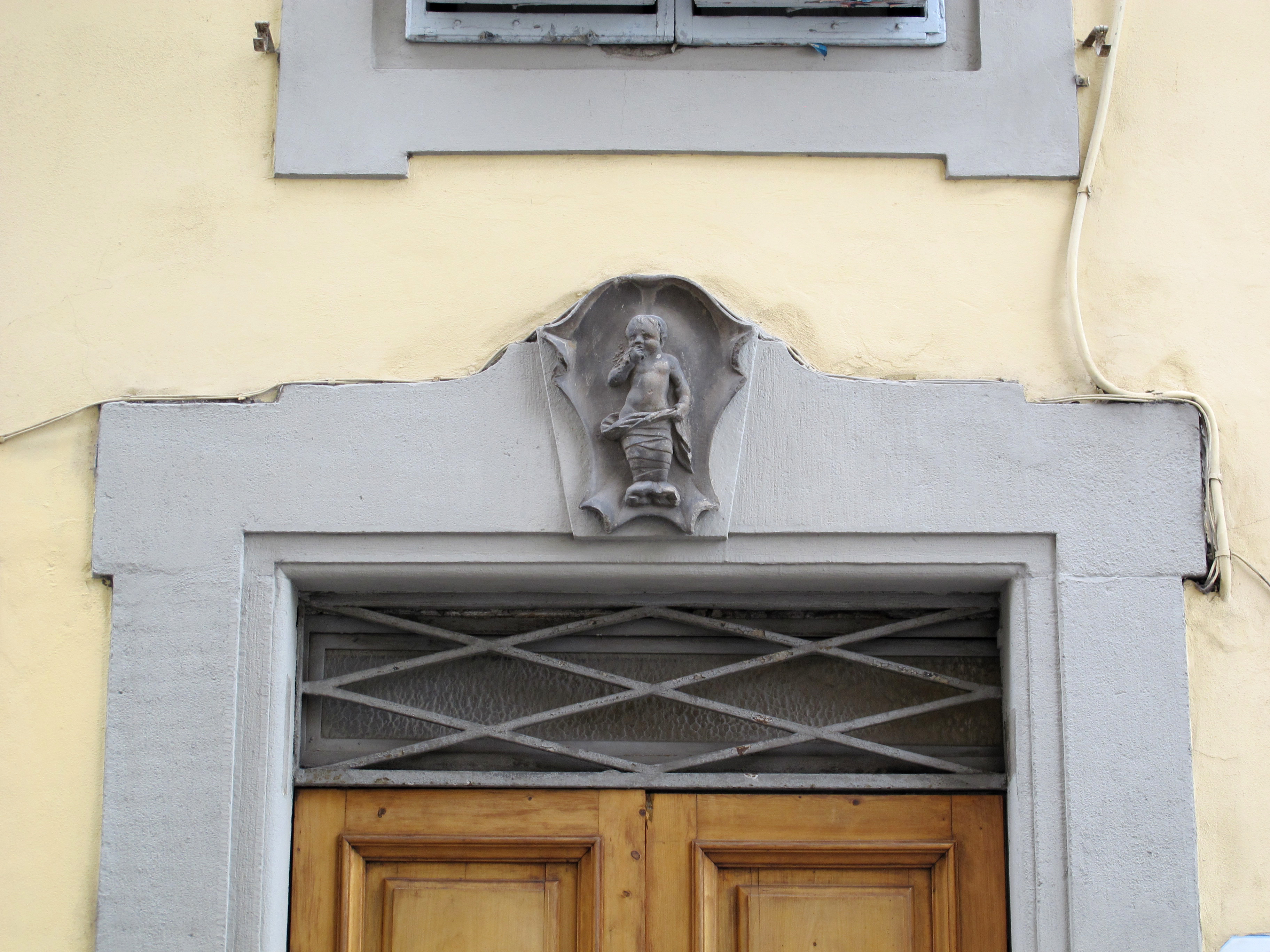
Stemma degli Innocenti